# Broken Bow (Oklahoma)
Broken Bow és una ciutat dels Estats Units a l'estat d'Oklahoma. Segons el cens del 2000 tenia 4.230 habitants.

## Demografia
Segons el cens del 2000, Broken Bow tenia 4.230 habitants, 1.621 habitatges, i 1.108 famílies. La densitat de població era de 325,3 habitants per km².
Dels 1.621 habitatges en un 36,9% hi vivien nens de menys de 18 anys, en un 42,3% hi vivien parelles casades, en un 22,3% dones solteres, i en un 31,6% no eren unitats familiars. En el 29,1% dels habitatges hi vivien persones soles el 13,6% de les quals corresponia a persones de 65 anys o més que vivien soles. El nombre mitjà de persones vivint en cada habitatge era de 2,52 i el nombre mitjà de persones que vivien en cada família era de 3,09.
Per edats la població es repartia de la següent manera: un 30,9% tenia menys de 18 anys, un 9% entre 18 i 24, un 24,8% entre 25 i 44, un 19,1% de 45 a 60 i un 16,3% 65 anys o més.
L'edat mediana era de 33 anys. Per cada 100 dones de 18 o més anys hi havia 72,8 homes.
La renda mediana per habitatge era de 18.068$ i la renda mediana per família de 20.676$. Els homes tenien una renda mediana de 20.398$ mentre que les dones 17.155$. La renda per capita de la població era de 10.028$. Entorn del 34,8% de les famílies i el 38,9% de la població estaven per davall del llindar de pobresa.

## Poblacions més properes
El següent diagrama mostra les poblacions més properes.